# Strongylognathus

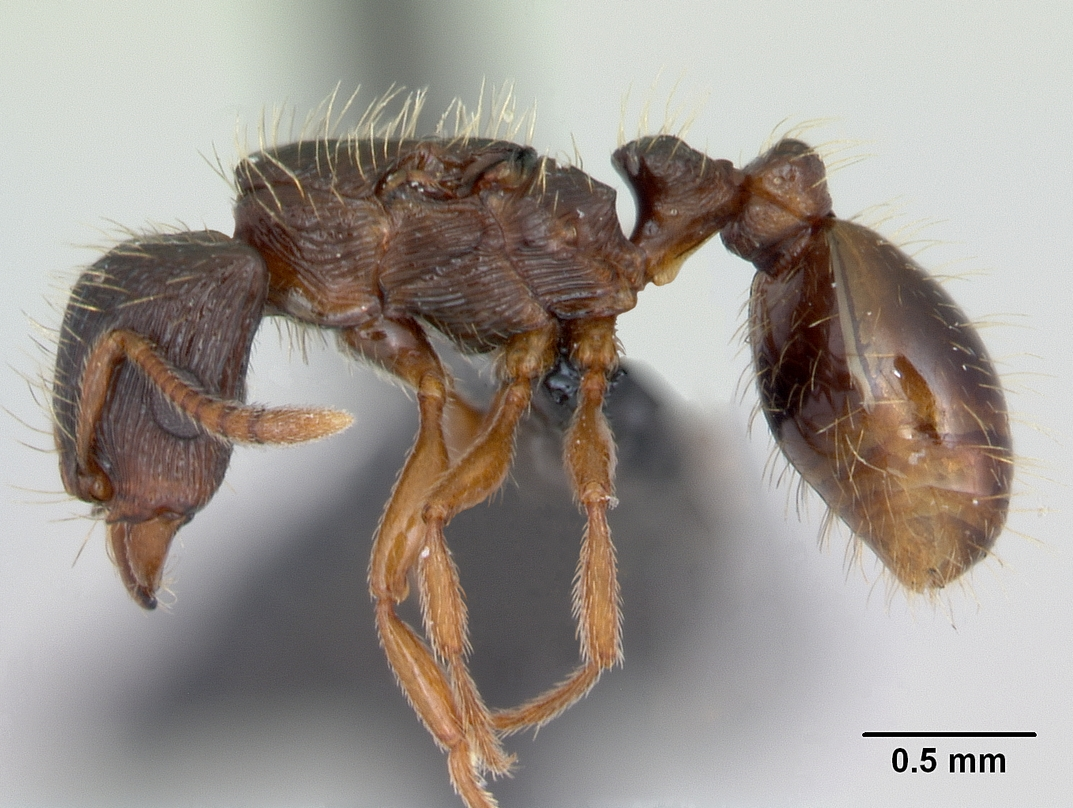
Матка Strongylognathus testaceus

Strongylognathus  (лат.) — род муравьёв-рабовладельцев трибы Tetramoriini из подсемейства Myrmicinae (Formicidae).

## Распространение
Палеарктика. Несколько видов эндемики России. Strongylognathus alpinus встречается в Альпах на высотах 1500—2000 м.

## Описание
Мелкие земляные муравьи-рабовладельцы, как правило, коричневого цвета (от жёлтовато-коричневого до тёмно-бурого). Длина 2—5 мм. Внешне похожи на представителей рода Tetramorium, которых используют в качестве рабов. Имеют саблевидные мандибулы без зубцов. Усики 12-члениковые (у самцов состоят из 10 сегментов), булава трёхчлениковая. Стебелёк между грудкой и брюшком состоит из двух члеников: петиолюса и постпетиолюса (последний четко отделен от брюшка), жало развито, куколки голые (без кокона).

## Классификация
Около 20 видов. Относятся к трибе Tetramoriini.

### Виды
- Strongylognathus afer Emery, 1884
- Strongylognathus alboini Finzi, 1924
- Strongylognathus alpinus Wheeler, 1909
- Strongylognathus arnoldii Radchenko, 1985
- Strongylognathus bulgaricus Pisarski, 1966[4].
- Strongylognathus caeciliae Forel, 1897
- Strongylognathus chelifer Radchenko, 1985
- Strongylognathus christophi Emery, 1889
- Strongylognathus dalmaticus Baroni Urbani, 1969
- Strongylognathus destefanii Emery, 1915
- Strongylognathus huberi Forel, 1874
- Strongylognathus insularis Baroni Urbani, 1968
- Strongylognathus italicus Finzi, 1924
- Strongylognathus kabakovi Radchenko & Dubovikoff, 2011[5]
- Strongylognathus karawajewi Pisarski, 1966
- Strongylognathus kervillei Santschi, 1921
- Strongylognathus koreanus Pisarski, 1966
- Strongylognathus kratochvili Silhavy, 1937
- Strongylognathus minutus Radchenko, 1991[1]
- Strongylognathus palaestinensis Menozzi, 1933
- Strongylognathus pisarskii Poldi, 1994
- Strongylognathus potanini Radchenko, 1995
- Strongylognathus rehbinderi Forel, 1904
- Strongylognathus ruzskyi Emery, 1909
- Strongylognathus silvestrii Menozzi, 1936
- Strongylognathus testaceus (Schenck, 1852) typus (=Eciton testaceum)
- Strongylognathus tylonum Wei, Xu & He, 1995